# Oak Hill (Florida)
Oak Hill è una città della Florida nella Contea di Volusia, sulla costa dell'oceano Atlantico.
Nel 2000 contava 1.378 abitanti.